# Daijee
Daijee (nep. दैजि) – gaun wikas samiti w zachodniej części Nepalu w strefie Mahakali w dystrykcie Kanchanpur. Według nepalskiego spisu powszechnego z 2001 roku liczył on 3712 gospodarstw domowych i 22 681 mieszkańców (11103 kobiet i 11578 mężczyzn).